# ألفريد باري
ألفريد "ألف" باري (النطق الفرنسي: [alf(ʁɛd) baʁi]؛ 21 يناير 1839 – 1882)، المعروف باسم ألفريد باري "الابن" (بمعنى ألفريد باري الابن )، كان نحاتًا فرنسيًا من فترة "البيليك إبوك"، وتلميذًا لوالده الفنان أنطوان لويس باري. بالتعاون مع إميل كوريولان غيومين، قام باري بإنجاز العمل الفني لـ "الفارس العربي المحارب على ظهر الخيل". كما تضمنت أعماله تماثيل برونزية للحيوانات وكذلك موضوعات استشراقية. وبناءً على طلب والده، وقع باري أعماله باسم "الابن" ليميز أعماله عن أعمال والده.

## النشأة
ولد ألفريد باري في باريس، فرنسا، في 21 يناير 1839، وهو أبن أنطوان لويس باري، فقد تعلم حرفته كنحات للحيوانات تحت مراقبة والده له الذي كان واحد من الرواد الأصليين للنحت الحيواني من منتصف إلى نهاية القرن التاسع عشر . لم يكن باري الأبن على توافق مع والده كثيرًا، وكان هناك العديد من الأوقات التي لم يتحدثوا فيها. فقد كان ألفريد باريه يوقع على بعض تماثيله البرونزيه بإسم ( A. Barye ) وهذا التوقيع يوحي أن الحرف A إلى ألفريد و Barye إلى كنيته باري، وقد سبب ذلك إلى حدوث لبس حول من قام بنحت التمثال، الأب أم الأبن.

## مهنته
لقد تخصص في مدرسة النحت الحيواني في إنتاج المنحوتات البرونزية. وعلى الرغم من كونه فنانًا ماهرًا بحد ذاته، إلا أنه واجه صعوبة في تكوين هويته الخاصة أثناء حياته في ظل والده الأكثر شهرة. كانت معظم أعماله موقعة باسم "A. Barye, fils" بمعنى ألفريد باري الابن ، و بعض الأعمال تحمل توقيع “Barye” أو “A. Barye”، مما أدى إلى حدوث بعض الالتباس مع أعمال والده. كانت معظم المنحوتات التي تخرج من مصنع باري تُصنع عن طريق الصب بالرمال بدلاً من الصب بالشمع المفقود. وعادةً ما كان ألفريد باري يستخدم طلاء برونزي بلون بني متوسط، ولكنه كان أحيانًا يضيف ألوانًا خضراء (وهو لون استخدمه والده بشكل مشهور) وألوانًا بلون الكستناء في عملية التلوين. عمومًا، أي منحوته برونزيه لباري – سواء كانت للوالد أو الابن – سيكون لها طلاء رائع. كان أنطوان لويس دقيقًا بشكل خاص في الطلاء، ولم يكن يسمح لمصانع أخرى بتطبيقها، ويُفضل أن يقوم بذلك بنفسه لأغراض المظهر وضبط الجودة. كما أن ألفريد تتبع خُطى والده ولم يكن ليترك منحوتاته تغادر ورشته دون أن يتم تطبيق الطلاء بشكلٍ مثالي وممتع بصريًا.
قام ألفريد باري بإنتاج منحوتات برونزية وركز اهتمامه على خيول السباق أو الخيول أثناء الحركة. من بين منحوتاته البرونزيه المعروفة تمثال "الفارس العربي المحارب على ظهر الخيل" (1890-1910، صنع في باريس، بارتفاع 87 سم، وعرض 61 سم، وعمق 30 سم، برونز).

## الموت والإرث
توفى باري في باريس عام 1882. يُعرف بدقة التفاصيل في تماثيله البرونزية، كما يظهر في تمثال الدراج (في الصورة التي عاليمين). كان باري معروفًا باهتمامه الكبير بالتفاصيل في أعماله البرونزية. فقد أنتج عددًا من تماثيل الطيور بالإضافة إلى شخصيات من الحياة اليومية. وكانت آخر مشاركة له في معرض اللوفر في عام 1882. تم حصوله على "إشادة شرفية" بعد وفاته في معرض عام 1897 عن عمله "Aide Fauconnier Indien, Retour de Chasse à la Gazelle"، بمعنى مساعد الطيار الهندي، عودة الصيد إلى الغزال.

## المقتنيات المتحفية
توجد تماثيله البرونزية الآن في العديد من مجموعات المتاحف:
- متحف اللوفر، باريس
- متحف أورسيه، باريس
- متحف بروكلين، مدينة نيويورك
- متحف فوغ، متاحف فنون هارفارد، كامبريدج، ماساتشوستس
- متحف بوش رايزينجر، متاحف فنون هارفارد، كامبريدج، ماساتشوستس
- متحف آرثر م. ساكلر، متاحف فنون هارفارد، كامبريدج، ماساتشوستس
- متحف ساو باولو للفن الحديث، البرازيل
- متحف إسرائيل، القدس
- متحف آبلتون للفنون، أوكالا، فلوريدا

## المعارض
عرض ألفريد باريه أعماله في صالون باريس في أربع مناسبات بين عامي 1864 و1882، بما في ذلك التماثيل البرونزية التالية:
- الحصان السباق والتر سكوت، 1863
- المهرج الإيطالي، 1882[3]

## أمثلة على التوقيعات

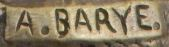
توقيع ألفريد باري

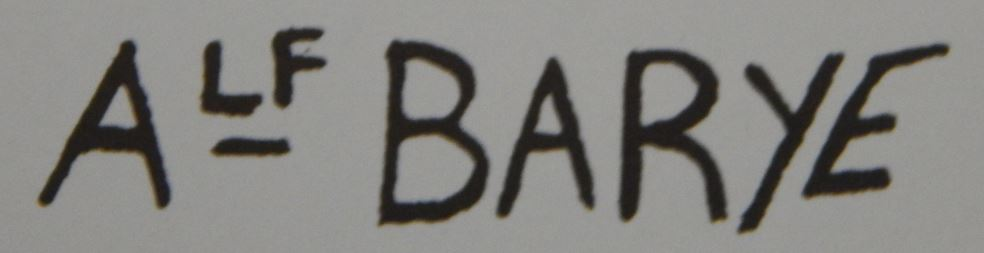
التوقيع البديل لألفريد باري

## روابط خارجية
- تماثيل الخيول العربية القديمة، الجزء الثاني، كتبته جوديث ويتش وينينغ، في مجلة توتو أرابي، صفحة 174-176، www.tuttoarabi.com (بالإنجليزية)
- شخصية برونزية مطلية لحصان على طريقة ألفريد لويس باري في أواخر القرن التاسع عشر، يبلغ ارتفاعه 23 3/4 بوصة (60.5 سم)، في باريس. يرتبط النموذج ارتباطًا وثيقًا بـ ‘Cheval Turc’ الشهير الذي أنشأه النحات الفرنسي الرئيسي في عام 1857، وتم تحقيق مبلغ 6,250 دولارًا أمريكيًا، كُتب في 22 أكتوبر 2014، في Sotheby’s New York.
- وحيد القرن، البرونزي، مطلي باللون الاخضر والبني الغني، بأبعاد 9.7 × 14.9 سم (3¾ × 6 بوصات)، وتم تحقيق مبلغ 7000 جنيه إسترليني، نُشر في 04 ديسمبر 2013، بكتابة سوذبيز لندن.( باللغة الأنجليزية )
- ألفريد باري في المجموعات العامة الأمريكية، على موقع التعداد الفرنسي للنحت